# 陸抗
陸抗（226年—274年），字幼節，陸遜的次子，亦是孫策的外孫，吴郡吴县（今江苏省苏州市）人，中國三國時孫吳後期名將，官至大司馬、荊州牧。

## 生平

### 清白忠勤
245年，陸遜去世時，陸抗時年20歲，繼承其父的江陵縣侯，被吳帝孫權拜為建武校尉，領父陸遜部曲五千人，駐扎武昌。陸抗葬父，還都謝恩時，孫權拿出以前楊竺告發其父的20條罪狀，與陸抗核實。陸抗逐條對答，為父辯白。孫權聽了陸抗之言，消除了對陸遜的憤怒。
246年，升陸抗為立節中郎將，與諸葛恪互換防區，屯守柴桑。陸抗臨走時，其駐地完好無損，諸葛恪到後，儼然若新。而諸葛恪的柴桑駐地卻頗有毀壞，諸葛恪深為慚愧。
251年，陸抗還都城建業治病時，孫權召見他，流著淚對他說：“吾前聽用讒言，與汝父大義不篤，以此負汝。前後所問，一焚滅之，莫令人見也”。252年，拜奮威將軍。

### 壽春救援
257年，魏征東大將軍諸葛誕在壽春叛魏降吳。吳主拜陸抗為柴桑督，赴壽春接援，擊敗曹魏的牙門將、偏將軍，因功升為征北將軍。
259年，拜鎮軍將軍，都督西陵（今湖北宜昌西北）。翌年假節。
264年，孫休命步協前往巴東，使隨蜀降魏的守將羅憲退守白帝城，陸抗奉命帶三萬兵前去助戰，以期搶攻蜀漢故土，但仍無法攻陷。在持續了六個月後，最終只得無功而返。同年，孫皓繼位，加陸抗為鎮軍大將軍，領益州牧。
270年四月，大司馬施績去世，陸抗拜都督信陵、西陵、夷道、樂鄉、公安諸軍事，駐樂鄉（今湖北松滋東北）。因部下「各有其主」不聽號令，他上書孫皓，要求杜絕宦官弄權、干預軍政，並提出任人「宜隨授職，抑黜群小」等17條建議，但未被採納。

### 西陵之戰
吳鳳凰元年（272年），西陵督步闡叛降晉。陸抗率兵平叛，採取圍而不攻的戰術。晉車騎將軍羊祜率軍進攻江陵，意解西陵之圍。陸抗識破敵軍意圖，據理說服衆將，繼續圍困西陵，並派人令江陵都督固守，令公安都督率部巡長江南岸抵禦羊祜水師，最終羊祜只得退兵。
陸抗一舉攻克西陵，斬步闡等叛將，除叛亂的主要人員外，陸抗並未擴大追究，亦請求孫皓赦免了參與此事件的步闡屬下數萬人。
鳳凰二年（273年）三月，陸抗升爲大司馬並領荊州牧。次年（274年）病逝，終年48歲。陸抗死後，羊祜方才向朝廷請征東吳。

## 逸事

### 羊陸之交[6]
陸抗在與羊祜對峙時，羊祜以懷柔戰略對待東吳，吳人也對羊祜心悅誠服，陸抗一直勸邊境守將：「他一直都對我國以德服人，若我們對他們殘暴，那他們不打仗就可以將我們屈服。我們兩方各自保住邊界，不要為了小小利益而擅自主張。」因此兩方一度安泰，優待敵國的人民。
陸抗曾經送給羊祜美酒，羊祜不多疑直接飲用。之後陸抗生病收到羊祜送來的藥，陸抗部屬都勸他不要吃，但陸抗說：「羊祜怎會是下毒害人的人呢！」並坦然服藥；唐李澣《蒙求》詩便有「句踐投醪，陸抗嘗藥。」之句。當時孫皓見到兩境和諧而一度責問陸抗，而當時的羊陸之交一度被兩方國人嘲笑「為失臣節」。

## 評價
- 陳壽：抗貞亮籌幹，咸有父風，奕世載美，具體而微，可謂克構者哉！ 《三國志》
- 陸機：大司馬陸公以文武熙朝，賢諸葛之言而割情欲之歡，感陸公之規而除刑政之煩，陸公以偏師三萬，北據東坑，深溝高壘，案甲養威。反虜踠跡待戮，而不敢北闚生路，強寇敗績宵遁，喪師大半，分命銳師五千，西禦水軍，東西同捷，獻俘萬計。信哉賢人之謀，豈欺我哉！自是烽燧罕警，封域寡虞。陸公沒而潛謀兆，吳釁深而六師駭。 《辯亡論》
- 習鑿齒：抗見國小主暴，而晉德彌昌，人積兼己之善，而己無固本之規，百姓懷嚴敵之德，闔境有棄主之慮，思所以鎮定民心，緝寧外內，奮其危弱，抗權上國者，莫若親行斯道，以侔其勝。使彼德靡加吾，而此善流聞，歸重邦國，弘明遠風，折衝於枕席之上，校勝於帷幄之內，傾敵而不以甲兵之力，保國而不浚溝池之固，信義感於寇仇，丹懷體於先日。豈設狙詐以危賢，徇己身之私名，貪外物之重我，闇服之而不備者哉！ 《漢晉春秋》
- 陸凱：姚信、樓玄、賀卲、張悌、郭逴、薛瑩、滕修及族弟喜、抗，或清白忠勤，或姿才卓茂，皆社稷之楨幹，國家之良輔。 《三國志·吳書十六》
- 何充：所謂陸抗存則吳存，抗亡則吳亡者。《晉書》
- 吾彥：道德名望，抗不及喜；立功立事，喜不及抗。《晉書》
- 成海應：陸抗與羊祜相對，各保分界，務尙信義，至於吳楚之間，餘糧棲畝而不犯，牛馬逸而入境，宣告而取，雖諸葛公渭濱之師，何以加之。且能繼父忠直，諫烏程者，皆話言可法。又破晉強敵，誅除步闡，東還樂鄕，貌無矜色者，難矣。臨沒籌畫，盡其忠欵，其策若行，晉安得破吳哉。其謙冲諒直如此。其子皆不終，至于機雲之死，三族無遺，或謂抗誅步闡也，誅及嬰孩，此其受報。然以抗雅量，豈爲是乎。殆機雲之跡單名盛故也，陳壽稱抗，具體而微，可謂克搆。彼不徒具體而微者也。『硏經齋全集續集』 10冊, 史論, 陸抗

## 家庭
- 陆闳，字子春。建武中期曾历任官颍川太守尚书令，并有陆印、陆温的后代居颍川，后代号颍川枝。颍川郡治所在今河南省禹州。生子三：陆印、陆温、陆桓。陆闳姿态潇洒，爱穿越地布料制成的单衣，光武帝刘秀见了也很喜欢，自此以后，常下令会稽郡进献越布。
- 陆桓，字叔文，陆闳三子，生子陆续。
- 陆续，字智初，会稽会驾、扬州别驾。陆续从小是孤儿，后来在郡府做户曹史。当年年岁荒饥，太守尹兴派他在城邑的都亭中给百姓分发稀饭。他察看民众，询问姓名。事情结束后，尹兴问他能够吃到稀饭的人有多少，他不假思索回答说有六百余人，还分别说出他们的姓名，没有差错。尹兴觉得他非比寻常。刺史巡视本部召见了陆续，征召为别驾从事。因病辞官，回到郡里任门下掾。陆续生有三子：陆稠（广陵太守）、陆逢（漢尚書右僕射、樂安侯）、陆褒（名士）。陆稠，字伯蠃，东汉时任荆州刺史，后代号荆州枝。荆州治所在今湖南省常德市东南。陆逢，汉尚书右仆射、乐安侯，后代号乐安枝。乐安，古县名，为今山东省博兴县。陆逢五子：陆涉、陆表、陆琼、陆昊、陆招，号乐安枝。陆表生汉海盐县令陆穰，字子仁。陆穰生陆恢，晋谏议大夫。陆恢生永兴县令陆弘，号谏议枝。
- 陆褒，字叔明，陆续少子，“有志操”，努力践行，爱好学习，不贪慕荣华富贵和虚名，朝廷多次征召为官都不就。第三子为陆纡，第四子陆康。
- 陆纡，字叔盤，東漢城門校尉，敏淑有思學[9]。

### 祖辈
- 陸駿，字季才，官至九江都尉、太學博士。淳懿信厚，為邦族所懷。

### 父
- 陸遜，孙吴丞相，主持三公事务，兼任荊州牧右都護領武昌事。

### 母
- 孫策之女。

### 妻
- 张氏，重臣張昭子张承之女，张震、张妃姐妹，諸葛瑾外孫女。生有陆景，253年张氏因其舅诸葛恪连坐被废黜，陆抗后面应有再婚。

### 子女
陸抗死後，吳帝孫皓把其部下分由他5個兒子陸晏、陸景、陸玄、陸機、陸雲統領。
- 陸晏，陆抗长子，裨将军、夷道监。父死后，统领父兵。280年，晋军伐吴，龙骧将军王濬顺流东下，克夷道被杀。
- 陸景，字士仁，陆抗次子，尚公主孙皓妹宁平公主陆孙氏，俱张承外孙也。与其弟陆机、族弟陸曄皆以才能、品德著名，文章超群，身居高官，声望極高，時稱“三虎”，拜騎都尉、中夏督，封毗陵侯。父死后，领其兵众，拜偏将军、中夏督。与兄一起为王濬别军所杀。
- 陸玄，又名陆元，字士通，陆抗三子，父死后，与兄弟陆晏、陆机、陆景、陆云分领抗兵。
- 陆氏，陆机姐，嫁顾雍同族顾悌子顾谦。[10]
- 陆机，字士衡，陆抗四子，父死后领其兵。西元303年时任西晋大将军司马颖右司马、平原内史、后将军、河北大都督。西晉時期文學家、書法家，現存其文集以及中國最早的名人書法真跡《平復帖》。304年，在八王之乱被诬谋反，夷三族。
- 陆氏，陆抗女，陆云姐，嫁顧雍之子顧穆之子顧榮。陆云著《赠顾骠骑二首·思文》乃描写其姐与顾荣结为伉俪时的场景[11]。
- 陸雲，字士龙，陆抗五子，西晋時為清河内史，被司馬穎滅族。
- 陸耽，陆抗六子，西晋時為平東祭酒，被司馬穎滅族。
- 陸氏，陆抗幼女，273年-274年間夭折，現存陸機文《吳大司馬陸公少女哀辭》。

### 兄弟
- 陸延，陆抗的兄长，早卒。

## 後世地位
- 宋代歐陽脩、宋祁等撰寫的《新唐書·卷十五·志第五·禮樂五·吉禮五》中提到，唐代時禮儀使顏真卿曾經向皇室建議，追封古代名將64人，並為他們設廟享奠，當中就包括「吳大司馬荊州牧陸抗」。同時代被列入廟享名單的只有關羽、張飛、張遼、周瑜、呂蒙、陸遜、鄧艾、王濬、羊祜和杜預而已。
- 同樣，元代脫脫等撰寫的《宋史·卷一零五·志第五十八·禮八·吉禮八》提及宋代宣和五年時，皇室依照唐代慣例，為古代名將設廟，72位名將中亦包括陸抗。

## 游戏作品
- 《三国杀》

## 延伸阅读
[在维基数据编辑]
 在维基文库阅读此作者作品
 《三國志/卷58》，出自陳壽《三國志》